# Sergej Blonskij
Sergej Blonskij född 7 januari 1973 är en före detta ukrainsk friidrottstränare och mångkampare.
Blonskij blev avstängd av på livstid efter att hans maka och adept Ludmila Blonska lämnade karriärens andra positiva dopingprov under OS i Peking 2008  
Blonskij blev ukrainsk inomhusmästare i mångkamp 2000 och har en personlig tiokampsrekord på 7890 poäng satt i Kiev 2001. Han gjorde sin sista tiokamp 2005.
Paret Blonskij/Blonska bor idag med dottern Irina och sonen Alexander i Brovary utanför Kiev.